# Mahe (stad)

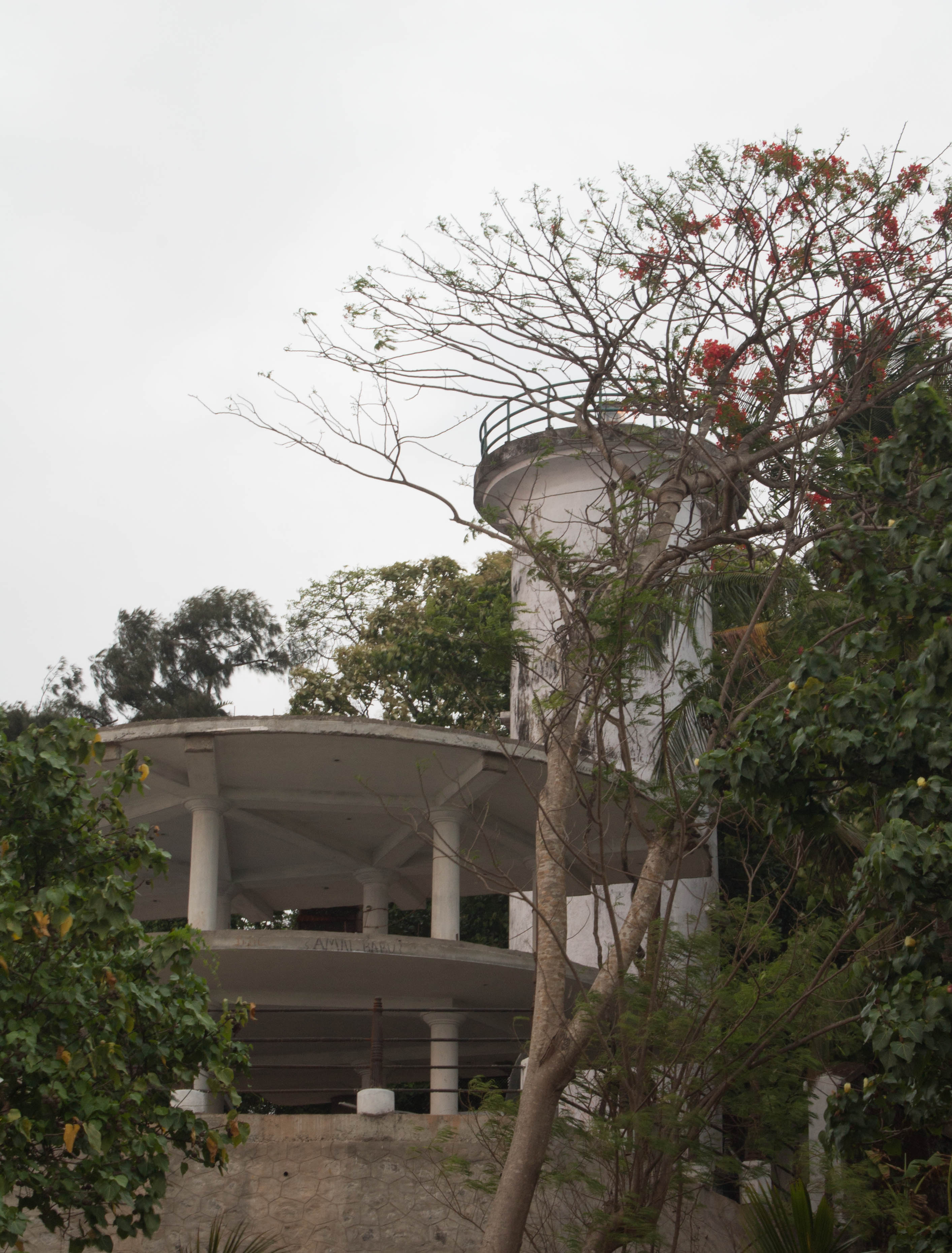
Fyr vid Mahe.

Mahe [mae] (äldre stavning Mahé) är en stad i det indiska unionsterritoriet Puducherry, och är huvudort för ett distrikt med samma namn. Folkmängden uppgick till 41 816 invånare vid folkräkningen 2011. Staden är belägen på malabarkusten vid mynningen av en liten flod. Mahe har en karmelitkyrka. Franska Ostindiska Kompaniet anlade ett fort på platsen 1724.